# Комура Дзютаро
Маркиз Комура Дзютаро (яп. 小村 壽太郎 Комура Дзютаро:, 16 сентября 1855 — 25 ноября 1911) — японский государственный деятель, министр иностранных дел (1901—1906, 1908—1911). Играл видную роль в заключении англо-японского союза, в дипломатической подготовке русско-японской войны и в последующих мирных переговорах. Подписал Портсмутский мирный договор 1905 года.

## Ранние годы
Комура родился в семье самураев низшего ранга в провинции Хьюга острова Кюсю (ныне Нитинан, префектура Миядзаки). Он посещал Дайгаку Нанко, предшественник Токийского Императорского Университета. В 1875 году он был выбран Министерством просвещения Японии в качестве одного из первых студентов-стипендиатов, которые были направлены на учёбу заграницу. В Гарвардском университете Комура жил в вместе с другим будущим японским государственным деятелем Канэко Кэнтаро. Комура окончил юридический факультет Гарвардского университета в 1878 году.

## Карьера
В 1880 году Комура поступил на службу в Министерство юстиции Японии. Затем проработав судьей Верховного суда Японии, был переведен в 1884 году в Бюро переводов Министерства иностранных дел.
В 1893 году, во времена династии Цин в Китае, Комура был поверенным в делах японской дипломатической миссии в Пекине. На этой должности он сообщил китайскому правительству о намерении Японии отправить войска в Корею в соответствии с положениями Тяньцзиньского договора, чтобы подавить восстание Тонгхак, которое привело к Первой китайско-японской войне. Во время войны Комура был назначен губернатором территорий, захваченных Японией в Маньчжурии. Он также был ключевой фигурой в переговорах об окончании войны, кульминацией которых стал Симоносекский договор, который он помог разработать.
После убийства королевы Кореи Мин, Комура был отправлен вместо Миуры Горо на пост японского министра в Корее. В качестве министра-резидента в Корее он подписал в мае 1896 года меморандум Комуры-Вебера со своим российским коллегой Карлом Вебером, чтобы разрешить совместное вмешательство во внутренние дела Кореи со стороны Японии и Российской империи.
Комура занимал пост вице-министра иностранных дел до сентября 1898 года, когда он был назначен послом в Вашингтоне.
В сентябре 1901 года Комура стал министром иностранных дел при первой администрации Кацуры и подписал боксерский протокол от имени Японии. Он был возведён в пэрство казоку с титулом барона (дансяку) в 1902 году и награждён орденом Восходящего Солнца I степени.
В 1902 году Комура помог заключить англо-японский союз в 1902 году. Его пребывание на посту министра иностранных дел ознаменовалось усилением напряженности между Японией и Россией из-за Кореи и Маньчжурии, которая переросла в русско-японскую войну 1904—1905 годов.
После вывода российских войск из региона российские дипломаты Витте и Розен и их японские коллеги Такахира Очиаи, Комура и другие встретились в Портсмуте, чтобы подписать мирный договор. Во время переговоров Витте пытался сохранить права России на южную часть острова Сахалин, ссылаясь на Санкт-Петербургский мирный договор (1875), по которому Курильские острова были переданы Японии в обмен на права России на Сахалине, но Комура объявил что «война отменяет все договоры».
Война закончилась подписанием Комурой от имени японского правительства Портсмутского договора, который был крайне непопулярен в Японии и привел к Хибийским беспорядкам.
Комура также встретился с Э. Г. Гарриманом, американским железнодорожным магнатом, чтобы предложить совместное предприятие конгломерата Гарримана и Японии для развития Южно-Маньчжурской железной дороги. По возвращении в Японию он обнаружил, что гэнро были против этого соглашения, и поэтому он не был реализован.
Комура также встретился с представителями Китая в Пекине и подписал Пекинский японо-китайский договор 1905 года в декабре 1905 года, по которому бывшие права России на юге Маньчжурии были переданы Японии.
За эти услуги Комура был награждён орденом Цветов Павловнии в 1906 году и был назначен членом Тайного совета.
С июня 1906 по август 1908 года Комура служил послом в Великобритании, и король Эдуард VII пожаловал его кавалером ордена Бани и членом Королевского Викторианского ордена. По возвращении в Токио он вновь занял пост министра иностранных дел во второй администрации Кацуры и подписал Соглашение Рут — Такахира с США. Его титул пэра был также повышен до графского (хакусяку) в 1907 году.
Комура также сыграл ключевую роль в Договоре о аннексии Японии и Кореи в 1910 году и в заключении различных международных соглашений в 1911 году по восстановлению тарифной автономии Японии. Он был возведен в титул маркиза (косяку) 21 апреля 1911 года.
Комура, заболевший туберкулезом в последние годы жизни, переехал на морской курорт Хаяма в префектуре Канагава, но умер от болезни 26 ноября 1911 года. Его могила находится на кладбище Аояма в Токио.